# آیریس: فیلم
آیریس: فیلم (انگلیسی: Iris: The Movie؛‏ کره‌ای: 아이리스: 더 무비) فیلم جاسوسی اکشن محصول سال ۲۰۱۰ کره جنوبی است. این اولین تولید کره‌ای به‌شمار می‌رود که به‌طور همزمان به صورت مجموعه تلویزیونی و فیلم سینمایی بلند فیلم‌برداری شده است (کیم کیو ته مسئول بخش تلویزیونی و یانگ یون هو مسئول بخش سینمایی بود). مجموعه تلویزیونی آیریس زمانی که در سال ۲۰۰۹ از شبکه کی‌بی‌اس۲ پخش شد، با ریتینگ ۳۰٪ موفقیت زیادی کسب کرد. آیریس: فیلم نسخه سینمایی از این ۲۰ قسمت است که علاوه بر تدوین مجدد، صحنه‌های اضافی برای نسخه سینمایی فیلمبرداری شده و پایان‌بندی متفاوتی دارد. آیریس: فیلم برای نخستین بار در سی و چهارمین جشنواره بین‌المللی فیلم هنگ‌کنگ در ۲۱ مارس ۲۰۱۰ به نمایش درآمد.

## بازیگران
- لی بیونگ هون در نقش کیم هیون جون
- کیم ته هی در نقش چوی سونگ هی
- جونگ جون هو در نقش جین سا وو
- کیم سو یون در نقش کیم سون هوا
- کیم سونگ وو در نقش پارک چون یونگ
- تی.او. پی در نقش ویک
- کیم یونگ چول در نقش یک سان